# Station Saunderton
Saunderton is een spoorwegstation van National Rail in Saunderton, Wycombe in Engeland. Het station is eigendom van Network Rail en wordt beheerd door Chiltern Railways. Het station is geopend in 1901.

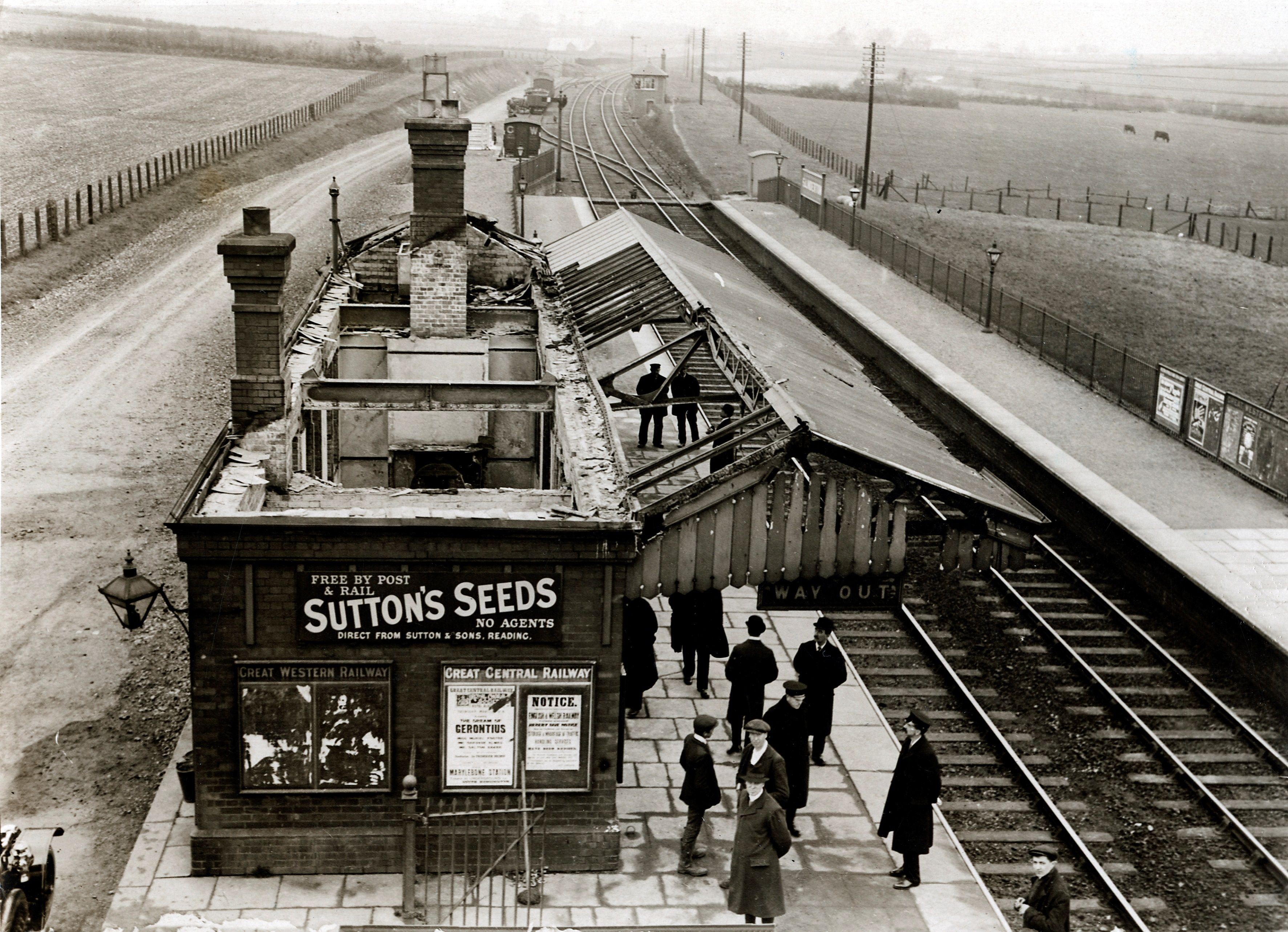
Brandstichting in station Saunderton door Suffragettes, maart 1913